# 濱本正太郎
濱本 正太郎（はまもと しょうたろう、1970年 - ）は、日本の法学者。専門は国際法学。京都大学大学院法学研究科教授、法学博士（パリ第2・パンテオン・アサス大学、2007年）。

## 人物
中学校までは、福岡県や兵庫県で転居を繰り返す。兵庫県立西宮高等学校普通科に入学し、強豪の吹奏楽部に所属。2年生の時に全国学校合奏コンクールで第1位、3年生の時に吹奏楽コンクール全国大会で銀賞を獲得する。京都大学法学部入学後、法律系サークルである国際法学研究会に所属し、ジェサップ国際法模擬裁判大会に京大チームとして出場する。
講義を英語で行うことができ、数多くの英語論文を発表している。
主要な研究テーマは、国際法における無効概念、国際法と国内法との融合、日本の国際法実践で、以下の通りである。
- 国際法における無効概念 - 国内公法理論における無効理論と国際法における無効理論との関係、解釈規範と権限付与規範との関係、無効確認過程の制度化が無効理論に与える影響
- 国際法と国内法との融合
  - 国内法秩序における国際法の位置づけと民主的正統性 - 「憲法の国際化」現象
  - ヨーロッパ法 - "dialogue des juges"、「ヨーロッパ公序」、EC法とEFTA法との関係、ECJ/ECHRの法解釈手法
  - 国際投資法 - 投資紛争仲裁判例研究、投資家の「国際法主体性」、投資法における解釈手法
  - スポーツ法（ドーピング規制） - ドーピング仲裁判例研究、lex sportivaと国際法との関係
- 日本の国際法実践 - 海洋法、投資法など

## 略歴
- 1970年 - 福岡県糟屋郡古賀町（現古賀市）に生まれる
- 1988年 - 京都大学法学部入学
- 1991-92年 - イリノイ大学アーバナ・シャンペーン校に日本イリノイ大学同窓会奨学生として留学
- 1993年 - 京都大学法学部卒業、京都大学大学院法学研究科修士課程入学
- 1995年 - 同修了、修士（法学）取得
- 1995年 - 京都大学大学院法学研究科博士後期課程入学
- 1996年 - パリ第二大学法学部第三課程（大学院）入学
- 1997年 - 国際法研究課程学位（DEA de droit international）取得
- 1998年 - 京都大学大学院法学研究科博士後期課程研究指導認定退学、京都大学大学院法学研究科助手
- 2000年 - 神戸大学大学院法学研究科助教授
- 2006年 - 同 教授
- 2007年 - 法学博士（公法学、パリ第2大学）取得[3]
- 2009年 - 京都大学大学院法学研究科教授

## 主著
- （酒井啓亘・寺谷広司・西村弓）『国際法』（有斐閣、2011年）
- （興津征雄共編）『ヨーロッパという秩序』（勁草書房、2013年）

## 学外での活動
- 1997-1998年 - 国際司法裁判所 漁業管轄権事件(スペイン対カナダ)、スペイン弁護団助手
- 2007年 - 国際海洋法裁判所 富丸事件(日本対ロシア)、日本政府弁護人
- 2007年 - 国際海洋法裁判所 豊進丸事件(日本対ロシア)、日本政府弁護人
- 2008-2009年 - 日本スポーツ仲裁機構仲裁人(JSAA-DP-2008-001号事案・JSAA-DP-2008-002号事案)
- 2010年 - 国際司法裁判所 南極海における捕鯨事件(オーストラリア対日本、ニュージーランド訴訟参加)、日本政府弁護人
- 2010年 - 国際連合国際商取引法委員会第二作業部会(仲裁・調停)日本政府代表
- 2010年 - 欧州評議会アンチドーピング条約モニタリンググループ法律問題諮問委員会専門会員
- 2011年 - 経済協力開発機構投資委員会日本政府代表